# The Banker (2020)
The Banker ist ein Filmdrama von George Nolfi, das auf der wahren Geschichte zweier schwarzer Unternehmer basiert, die in den 1960er Jahren ein Banken- und Immobilienimperium errichteten, indem sie vorgaben, ihr Unternehmen werde von einem weißen Mann geführt. Die Hauptrollen spielen Samuel L. Jackson, Anthony Mackie und Nicholas Hoult.
Der Film sollte ursprünglich am 21. November 2019 als Abschlussfilm des AFI Film Festivals seine Weltpremiere feiern. Diese wurde jedoch einen Tag vorher zurückgezogen, als einer der Produzenten des sexuellen Missbrauchs beschuldigt wurde. Der Film kam letztlich am 6. März 2020 in ausgewählte US-Kinos und wurde am 20. März 2020 auf Apple TV+ und als Video-on-Demand veröffentlicht.

## Handlung
Nachdem der Afroamerikaner Bernard Garrett sich als Jugendlicher in der Kleinstadt Willis in Texas noch als Schuhputzer verdingen musste und als ehrgeiziger Autodidakt hierbei einiges über das Geldverdienen lernte, indem er die Männer belauschte, deren Schuhe er putzte, ist aus ihm mittlerweile ein erfolgreicher Bauherr geworden. Sein Vater Britton hatte stets daran geglaubt, dass aus ihm einmal etwas werden könnte. Da Bernard größeres Potenzial in Los Angeles sieht, zieht er im Jahr 1954 mit seiner Frau Eunice und ihrem gemeinsamen Sohn Bernard jr. dorthin, um seinen Traum vom Immobilienbesitz in den weißen Vierteln zu verwirklichen. Seine Idee ist es, Immobilien in weißen Stadtteilen zu kaufen, die an schwarze Stadtteile grenzen.
Um das unausgesprochene Verkaufsverbot für Leute zu umgehen, die so aussehen wie er, arbeitet er mit dem irischen Geschäftsmann Patrick Barker zusammen, der Garretts Idee interessant findet und sich bereit erklärt, das weiße Gesicht ihrer Geschäfte zu sein. Als Garrett herausfindet, wie er das höchste Geschäftshaus in der Innenstadt von L. A., das alte Bankers Building, kaufen könnte, was die darin enthaltenen Bankinstitute zu seinen Mietern machen würde, tut er sich mit dem Nachtclubbesitzer Joe Morris zusammen, der als Co-Investor einsteigt. Des Weiteren brauchen sie die Hilfe von Matt Steiner, den sie zum weißen Strohmann machen. Hierzu müssen sie, unterstützt von Eunice, Steiner nicht nur beibringen, wie man erfolgreich Verträge abschließt, sondern auch, wie man Golf spielt oder einen guten Scotch genießt. In kürzester Zeit gelingt es Garrett und Morris, ein Immobilien- und Bankenimperium aufzubauen, dennoch können die beiden nur aus dem Hintergrund agieren und geben sich als Steiners Hausmeister und Chauffeur aus.
Nach diesem Erfolg nimmt er die örtliche Bank in seiner texanischen Heimatstadt ins Visier, um Kredite an die schwarzen Einwohner zu vergeben. Die rassistischen Praktiken der Bank hatten Schwarze von der Vergabe von Krediten für kleine Unternehmen und Eigenheime ausgeschlossen. Joe protestiert zunächst gegen die Idee, lenkt aber schließlich ein und die drei ziehen nach Texas.
Matt kauft die Bank, indem er für Bernard und Joe einspringt, aber die Einwohner der Stadt sind äußerst misstrauisch gegenüber diesem Schritt. Ein Bankangestellter verfolgt die Aufzeichnungen über die Kredite und entdeckt, dass sie Kredite an Schwarze vergeben. Er folgt Matt und findet heraus, dass seine Partner schwarz sind, und droht ihnen mit einer Enthüllung, die „einen Sturm auf die Bank“ auslösen würde. Matt überredet Joe und Bernard, eine zweite Bank zu kaufen und ihm trotz seiner Unerfahrenheit die Leitung zu übertragen. Der rassistische Bankdirektor schaltet einen Bundesermittler ein, der die Unterlagen von Matts Bank prüft und zahlreiche Verstöße feststellt, die auf Matts Unachtsamkeit zurückzuführen sind. Matt, Bernard und Joe werden wegen Verstoßes gegen das Bundesgesetz über das Bankwesen verhaftet.
Im Angesicht einer 50-jährigen Gefängnisstrafe lässt sich Matt auf einen Deal ein und sagt fälschlicherweise aus, er sei von Bernard und Joe betrogen worden. Am nächsten Tag sagt Bernard leidenschaftlich aus, dass Schwarze laut Gesetz die gleichen Chancen wie Weiße haben müssten, dies aber nicht der Fall sei. Joe und Bernard werden zu Haftstrafen verurteilt und ihr Vermögen großteils beschlagnahmt. Nach ihrer Entlassung ziehen sie mit Bernards Frau Eunice auf die Bahamas, um dort in zwei Häusern zu leben, die Matt für sie mit dem Geld gekauft hatte, das Bernard ihm anvertraut hatte.

## Produktion
Der Film wurde von Romulus Entertainment und Iam21 Entertainment produziert. Regie führte George Nolfi, der gemeinsam mit Niceole Levy, David Lewis Smith und Stan Younger auch das Drehbuch schrieb.
Anthony Mackie verkörpert Bernard Garrett. Gregory Alan Williams spielt seinen Vater Britton Garrett, Nia Long seine Frau Eunice und Samuel L. Jackson den Nachtclubbesitzer Joe Morris, der als Garretts Co-Investor einsteigt. Nicholas Hoult spielt ihren aus der Arbeiterklasse stammenden Strohmann Matt Steiner. Garretts Sohn Bernard jr. wird von dem Newcomer Jaylon Gordon gespielt.

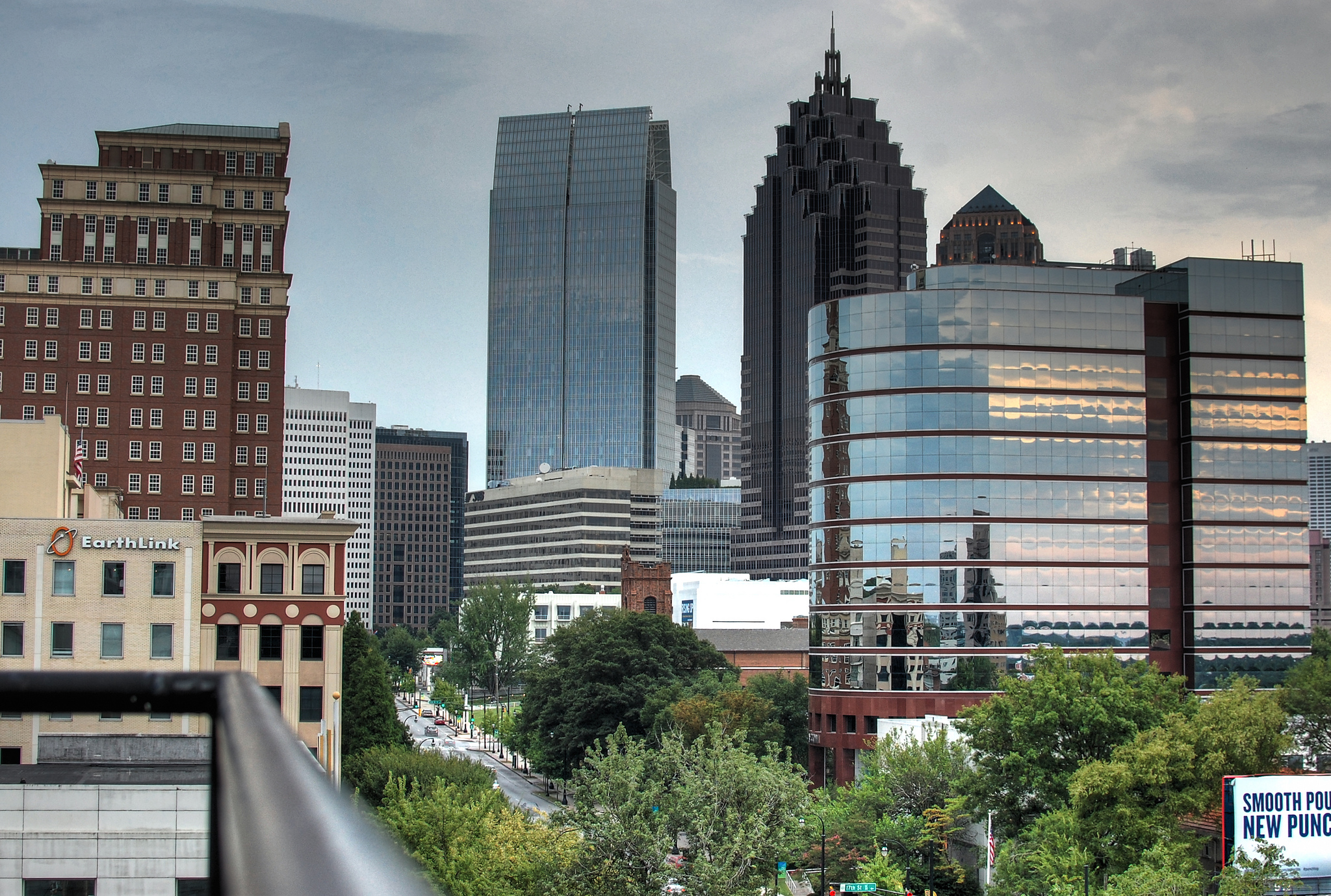
Größtenteils fanden die Dreharbeiten in Atlanta statt, wie hier in Midtown

Die Dreharbeiten fanden im Herbst 2018 an ungefähr 30 Drehtagen in und um Atlanta statt, so in den Stadtteilen Midtown und Buckhead und in Douglasville und Newnan in der Nähe von Atlanta Anfang Oktober 2018. Atlanta Midtown, wo man unter anderem in der Ponce De Leon Avenue und der West Peachtree Street, und im Biltmore Hotel und Apartmentkomplex in der 817 West Peachtree Street in der Nähe des Einkaufszentrums „The Peach“ drehte, ist ein dicht besiedeltes Gewerbe- und Wohnviertel. In Douglasville, etwa 20 Meilen westlich von Atlanta, fanden die Dreharbeiten im Bürogebäude des Douglas County Sentinel in der Bowden Street statt. Die Büroräume war zu Drehzwecken in eine Bank aus den 1950er Jahren umgestaltet worden. Weitere Aufnahmen entstanden in Los Angeles, einem der Handlungsorte des Films. Kamerafrau war Charlotte Bruus Christensen.
Als Filmeditor fungierte Joel Viertel, einer der Produzenten des Films, der nach eigenen Aussagen bei seiner Arbeit erstmals mit der Videoschnittsoftware Final Cut Pro X arbeitete.
Die Filmmusik komponierte H. Scott Salinas. Das Soundtrack-Album, das insgesamt 20 Musikstücke beinhaltet, wurde am 20. März 2020 von Decca Classics als Download veröffentlicht.
Im Juli 2019 erwarb Apple die Rechte an dem Film. Der erste Trailer wurde Anfang November 2019 vorgestellt. Die Filmpremiere war als Abschlussfilm des AFI Film Festival am 21. November 2019 geplant, wurde jedoch am Tag vor der angekündigten Vorführung von Apple zurückgezogen. Letztlich feierte der Film am 6. März 2020 seine Weltpremiere mit einem limitierten Kinostart in den USA und wurde am 20. März 2020 auf AppleTV+ und als Video-on-Demand veröffentlicht.

## Rezeption

### Kontroverse um Bernard Garrett jr.
Die Missbrauchsvorwürfe, die zur Absage der geplanten Weltpremiere im November 2019 durch Apple führten, betrafen Bernard Garrett jr. Der Sohn des im Film porträtierten Geschäftsmannes Bernard Garrett, der nominell als Koproduzent im Abspann geführt wurde, soll seine jüngeren Halbschwestern Cynthia und Sheila Garrett als Kinder missbraucht haben. Der Film spart die beiden Schwestern und deren Mutter zudem aus und konzentriert sich stattdessen auf die erste Ehefrau von Garrett.

### Altersfreigabe und Kritiken
Nachdem der Film in den USA von der MPAA ursprünglich ein R-Rating erhalten hatte, was einer Freigabe ab 17 Jahren entspricht, wurde dies später von der Classification and Rating Administration der MPA auf PG-13 geändert.

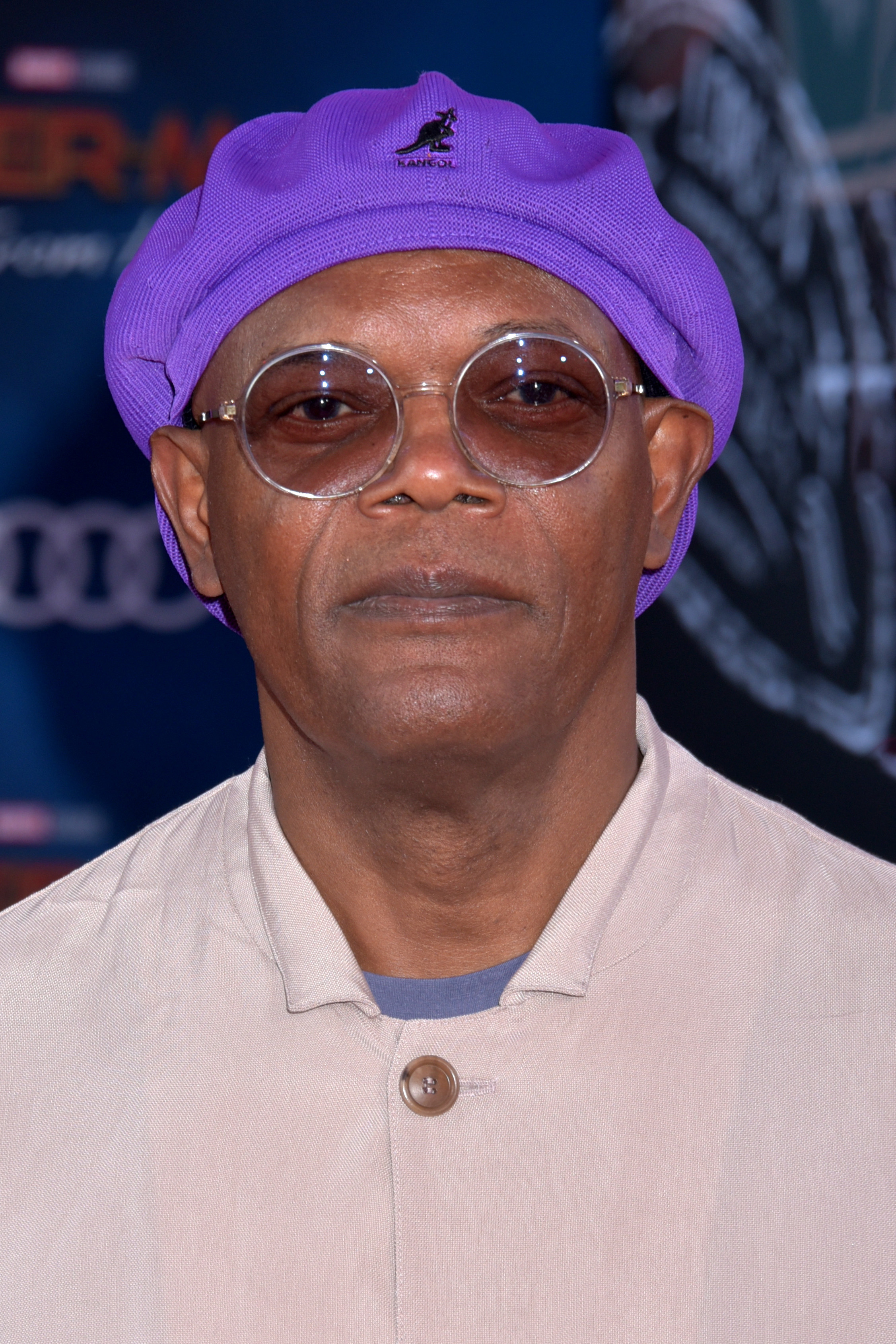
Samuel L. Jackson spielt Joe Morris

Insgesamt stieß der Film bei den Kritikern auf gemischte bis positive Reaktionen. Der positiv gestimmte Anteil der bei Rotten Tomatoes verzeichneten Kritiken liegt bei 79 Prozent, die durchschnittliche Bewertung bei 6,8/10. Während Kritiker immer wieder die herausragenden Leistungen von Anthony Mackie und Samuel L. Jackson hervorhoben, bemerkten viele, dass nur diese darüber hinwegsehen ließen, dass es sich bei The Banker um einen teilweise langweiligen Film mit größtenteils gestelzten Dialogen handelt, der voller Klischees steckt und dem es an Individualität fehlt.
Scott Mendelson von Forbes erklärt, George Nolfis The Banker strukturiere diese wichtige Geschichte der Vergangenheit wie ein Verbrechen, wobei es Witz und Tragik zugleich sei, dass Bernard Garrett und Joe Morris keine Kriminellen sind. Sie brechen nicht unbedingt das Gesetz, müssten aber gegenüber Anderen so tun, als sei der Weiße der Boss. Als eigentliche Köpfe der Operation seien sie gezwungen, sich im Schatten zu verstecken und Chauffeur und Hausmeister zu spielen. Ihr „Plan“ bestehe lediglich darin, zuerst durch den Kauf von Immobilien Geld zu verdienen und dann eine Bank zu kaufen, die es ihnen ermöglicht, Kredite an Mitglieder der schwarzen Gemeinschaft zu vergeben, die sonst vom sogenannten amerikanischen Traum ausgeschlossen wären. Weil Hollywood keine Filme wie diesen mehr mache, sei er bei dem Streamingdienst gut aufgehoben, so Mendelson.
Robert Abele von der Los Angeles Times schreibt, Nolfi, der gemeinsam mit Niceole Levy, David Lewis Smith und Stan Younger das Drehbuch schrieb, sei leider kein Steven Soderbergh, wenn es darum geht, den Film zu einem Gesamtpaket zu schnüren. Die erste Hälfte des Films bestehe aus banalen Dialogen und abgehackten Szenen. Hiernach könnten die Schauspieler lebendiger agieren. Als Hauptthemen des Films nennt Abele neben den Privilegien und den Bürgerrechten auch den Rassismus und Sexismus.
Benjamin Lee vom Guardian hingegen findet, The Banker funktioniere zu Beginn am besten, um Garretts geplante Mission zu verstehen, was besonders Anthony Mackie zu verdanken sei, einem Schauspieler, der sich trotz seines Charismas als Filmstar und seiner beeindruckenden Vielseitigkeit immer unter dem Radar befunden habe. Szenen, in denen er und Samuel L. Jackson versuchen, den von Nicholas Hoult gespielten Matt Steiner für das Geschäft vorzubereiten, seien äußerst unterhaltsam.

### Auszeichnungen
Camerimage 2020
- Nominierung im Hauptwettbewerb[23]

Humanitas-Preis 2020
- Nominierung als Bester Independentfilm[24]

Internationales Filmfestival Shanghai 2020
- Nominierung für den Publikumspreis in der Belt and Road Film Week (George Nolfi)[25]

NAACP Image Awards 2021
- Auszeichnung als Bester Independent-Film
- Nominierung als Bester Hauptdarsteller (Anthony Mackie)
- Nominierung als Beste Nebendarstellerin (Nia Long)
- Nominierung für das Beste Schauspielensemble[26][27]